# Peter Bartrum
Peter Clement Bartrum (Hampstead, Londres, 1907 - 14 d'agost de 2008), va ser un investigador i genealogista que, a partir de la dècada del 1930, es va especialitzar en la genealogia de la noblesa gal·lesa de l'edat mitjana.
Educat a Queen's College (Oxford), va començar la seva carrera com a meteoròleg. Encara que era un anglès per naixement, va desenvolupar un interès permanent per a la història i la genealogia de les famílies reials i la noblesa del Gal·les medieval. Va aprendre a llegir la llengua gal·lesa i va publicar una compendiosa sèrie de volums que contenien textos editats de trames genealògiques gal·leses medievals i les seves pròpies reconstruccions detallades de línies familiars. Actualment, el seu treball és un recurs essencial per a qualsevol estudiant seriós de la història antiga i medieval gal·lesa.
Gran part del seu treball s'ha posat a disposició en internet.